# دايس (نبات)
دايس أو نبات الشعلة (الاسم العلمي:Dais) جنس من النباتات المزهرة من ضمن عائلة المثنانية. وهي أيضًا جزء من فصيلة Gnidia الفرعية، جنبًا إلى جنب مع بعض الأنواع مثل Gnidia و Drapetes و Kelleria و Pimelea و Struthiola و Lachnaea و Passerina، وغيرها من الأنواع. بالنسبة لموقعها الجغرافي فتكون موزعة بين تنزانيا إلى جنوب أفريقيا، مدغشقر. موطنها الأصلي بلدان إيسواتيني وليسوتو ومدغشقر وملاوي وتنزانيا وزيمبابوي، كما توجد أيضًا في العديد من مقاطعات جنوب إفريقيا، مثل مقاطعات كيب وفري ستيت وكوازولو ناتال والمقاطعات الشمالية.

## وصف عام
لها شجيرات نفضية،  تكون متعددة الفروع أو الشجيرات. يمكن أن تصل الشجيرة أو الشجرة فيها إلى 10 أقدام  الفروع داكنة أو بنية رمادية اللون ومائلة المسار وناعمة القوام؛ غالبًا ما تكون الأوراق في نهايات الفروع وتكون بديلة مرتبة على طول الساق. لها ساق ولها نصل ناعم. لدى هذه النباتات مسحة مزرقة قليلاً في الأعلى وخضراء فاتحة تحتها وليست داكنة، مع عروق جانبية متوسطة وريشيّة صفراء اللون تحتها. الأزهار لها ساق كثيفة (لها ساق زهرية مكونة من أزهار) والرأس يحتوي كسور غير كروية (هيكل محيط أو داعم أساسي، عادة يكون رأس من الزهور) صلبة ومستمرة.   الملبس رباعي الأوراق، وله رأس كروي من الأزهار.  لها أنبوب كأسي أسطواني الشكل؛ غالبًا ما يكون منحنيًا قليلاً  وهو دائري (يكون مفتوحًا في الأعلى) فوق المبيض.  يحتوي على 5 (نادرًا 4) فصوص، مع فصوص خارجية أكبر قليلاً من الداخلية. ليس لديها بتلات. ولكن لديها 10 من السداة.   لها مبيض بغرفة واحدة،  وبذرة واحدة وثمرة.

## التصنيف
نُشِرَ لأول مرة في كتاب أنواع النباتات مجلد 2 على الصفحة 556 عام 1762، بقلم أدريان فان رويان [الإنجليزية]، استنادًا إلى وصفٍ سابق لـكارلوس لينيوس. 

### التسمية
اسم الجنس مشتق من كلمة "Dais" التي تعني «الشعلة» في اللغة اليونانية، وهي تشير إلى تشابه قصبات وقنابات النبات التي تمسك الأزهار بمصباح على وشك أن يُضيئ. 

### العينة
- عينة النوع هي Dais cotinifolia L.[9]

### تاريخ الوصف
في عام 1807 تم وضعها في الأصل ضمن عائلة Vipreculae (والتي كانت مكونةً من 4 أوراق، والعديد من الأزهار، وفتحة واحدة على شكل قمع، وأنبوب خيطي).
كان هناك 3 أنواع معروفة:
1. .Dais cotinifolia L
2. Dais ocranda
3. Dais Difperma

لاحظ توماس مور أنهُ كان هنالك 7 أنواع من هذا الجنس في عام 1874.
تم تأكيد الخبر من قِبَل وزارة الزراعة الأمريكية وخدمة البحوث الزراعية بتاريخ 17 سبتمبر 1996.

## محيط
نوعان مقبولان معروفان لهذا النبات هما:
- Dais cotinifolia L. «الزُرَّة الأفريقية» [12] (من جنوب إفريقيا وإسواتيني وتنزانيا وزيمبابوي)
- Dais glaucescens Decne (من مدغشقر)

تقبل مُنظمة شبكة معلومات موارد الأصول الوراثية [الإنجليزية] وهي منظمة ومقرها الولايات المتحدة فقط Dais cotinifolia L.  (وهو النوع الأول)

## الاستخدامات
يتم استخدام كلا النوعين كنباتات زينة داخل الحدائق،  تزرع لزهورها كمظهر جيد وتحديدًا كالمظهر العام. 

## الزراعة
تُزرع داخل الحدائق ولاسيما العامة، تكون هذهِ النباتات طرية وتتطلب أشعة الشمس الكاملة والتربة الجيّدة. يوصى بسقي النباتات جيدًا عندما تكون في حالة نمو وأقل عندما تكون بلا أوراق. يمكن إكثار النباتات بالبذور في الربيع أو بالعقل شبه الناضجة في فصل الصيف.